# Tord Högelin
Tord Emil Otto Högelin, född 7 februari 1922 i Valbo församling i Gävleborgs län, död 10 mars 1998 i Österåker-Östra Ryds församling i Stockholms län, var en svensk militär.

## Biografi
Högelin avlade sjöofficersexamen vid Sjökrigsskolan 1945 och utnämndes samma år till fänrik i flottan, där han befordrades till löjtnant 1947. Han gick Högre stabskursen vid Sjökrigshögskolan och tjänstgjorde huvudsakligen på kryssare och jagare. Han befordrades till kapten 1957 och var lärare i sjökrigskonst vid Artilleri- och ingenjörofficersskolan 1958–1961. Han befordrades till kommendörkapten av andra graden 1963 och till kommendörkapten av första graden 1966 och vid denna tid var han bland annat fartygschef på HMS Halland och sjögående förbandschef. År 1972 ändrades tjänstegraderna och Högelin utnämndes då till kommendörkapten, varpå han var tjänsteförrättande chef för Vapentjänstavdelningen i Sektion 3 i Marinstaben 1972–1973, tjänstgjorde vid Försvarets materielverk och var kommenderad officer för marinen (kontaktofficer) i Personaladministrativa byrån i Centralkansliet vid Försvarets forskningsanstalt 1980–1982.
Högelin invaldes som ledamot av Kungliga Örlogsmannasällskapet 1969.
Tord Högelin var son till författarna Gösta och Lisa Högelin (född Norell). Han var gift med Sandra Nordahl (1932–2021) och de skilde sig 1978. Tord Högelin är begravd på Skogsö kyrkogård, tillsammans med föräldrarna och brodern överste Rolf Högelin.

### Utmärkelser
- Riddare av Svärdsorden, 1964.[20]